# Serhij Sjefir
Serhij Nachmanovytj Sjefir (ukrainska: Сергій Нахманович Шефір), född 25 maj 1964  i Kryvyj Rih i Ukrainska SSR i Sovjetunionen (nu Ukraina), är en ukrainsk manusförfattare och filmproducent samt närmaste rådgivare till Ukrainas president Volodymyr Zelenskyj. Han är tillsammans med Zelenskyj en av medgrundarna till filmproduktionsbolaget Kvartal 95.